# Bistum Kilwa-Kasenga
Das Bistum Kilwa-Kasenga (lat.: Dioecesis Kilvaensis-Kasengaensis, frz.: Diocèse de Kilwa-Kasenga) ist eine in der Demokratischen Republik Kongo gelegene römisch-katholische Diözese mit Sitz in Kilwa.

## Geschichte
Das Bistum Kilwa-Kasenga wurde am 8. Juli 1948 durch Papst Pius XII. mit der Apostolischen Konstitution In Congo Belgico aus Gebietsabtretungen des Apostolischen Vikariates Lulua e Katanga Centrale als Apostolische Präfektur Lac Moero errichtet.
Am 24. August 1962 wurde die Apostolische Präfektur Lac Moero durch Papst Johannes XXIII. mit der Apostolischen Konstitution Candida Christi zum Bistum erhoben und in Bistum Kilwa umbenannt. Es wurde dem Erzbistum Lubumbashi als Suffraganbistum unterstellt. Das Bistum Kilwa gab am 24. April 1971 Teile seines Territoriums zur Gründung des Bistums Manono ab. Am 4. August 1977 wurde das Bistum Kilwa in Bistum Kilwa-Kasenga umbenannt.

## Ordinarien

### Apostolische Präfekten von Lac Moero
- Jean François Waterschoot OFM, 1948–1962

### Bischöfe von Kilwa
- Joseph Alain Leroy OFM, 1962–1975
- André Ilunga Kaseba, 1975–1977

### Bischöfe von Kilwa-Kasenga
- André Ilunga Kaseba, 1977–1979, dann Bischof von Kalemie-Kirungu
- Dominique Kimpinde Amando, 1980–1989, dann Bischof von Kalemie-Kirungu
- Jean-Pierre Tafunga Mbayo SDB, 1992–2002, dann Bischof von Uvira
- Fulgence Muteba Mugalu, 2005–2021
- Désiré Lenge Mukwenye, seit 2024